# Leonard Swanenburg
Leonard Swanenburg (gedoopt Gouda, 16 maart 1701 – aldaar begraven, 2 september 1783) was een Nederlandse fabrikant en grootgrondbezitter, woonachtig in Gouda.

## Leven en werk
Swanenburg werd in 1701 geboren als zoon van de belastingpachter Reinier Swanenburg en Hendrikje Cornelisse de Lange. Uit de erfenis van zijn vader verkreeg hij onder andere de buitenplaats Actiehoven. Hij liet bij dit buitenverblijf een arboretum aanleggen. Gaandeweg breidde hij het gebied rond zijn buitenverblijf uit. In 1750 kocht hij de steenplaats IJsselvrucht in Moordrecht aan de Hollandse IJssel. Hij was de medeoprichter van een beurs voor weduwnaars, weduwen, vrijers en vrijsters. Een groot deel van zijn vermogen bestond uit landerijen. Zo was hij betrokken bij de droogmaking van het gebied rond Hazerswoude en verwierf daar enkele landerijen. Zijn betrokkenheid bij dit gebied blijkt ook uit de functie van hoogheemraad die hij in deze polder bekleedde. Volgens de Jong en Denslagen behoorde deze gefortuneerde Gouwenaar tot de economische elite van Gouda in de 18e eeuw. Hij was kapitein van de Goudse schutterij. Het gezin Swanenburg woonde in het huis "De grauwe gans" aan de Oosthaven in Gouda.
Swanenburg trouwde op 6 juni 1731 te Gouda met Christina Streefland. Na haar overlijden hertrouwde hij op 22 maart 1739 te Bergambacht met Maria van Gilst. Hun zoon Reinier vervulde diverse regentenfuncties in Gouda en was viermaal burgemeester van deze stad. Swanenburg overleed in 1783 op 82-jarige leeftijd in zijn woonplaats Gouda.
Zijn broer Cornelis was notaris te Gouda, huizenbezitter en tevens secretaris van Haastrecht, waar hun neef Theodorus Bisdom burgemeester was.